# Эринджер, Роберт
Роберт Эринджер (англ. Robert Eringer; род. 5 октября 1954) — американский блогер, проживающий в Санта-Барбаре, штат Калифорния. Журнал Salon описал Эринджера как «малоизвестного журналиста», связанного с Клером Джорджем, бывшим заместителем директора оперативного отдела ЦРУ. Эринджер работал внештатным сотрудником отдела внешней контрразведки ФБР, в частности, чтобы помочь в задержании Эдварда Ли Говарда, бывшего офицера ЦРУ, перебежавшего в Советский Союз в 1985 году. В качестве уловки, чтобы втереться в доверие к Ховарду, Эринджер заказал последнему книгу Spy's Guide to Central Europe.

## Карьера
В период с 1977 по 1990 год, Роберт Эринджер жил в Лондоне, где он работал на такие британские таблоиды, как The Sunday Mirror и News of the World. News of the World, газета, специализировавшаяся на публикации скандальных и интимных подробностей, перестала выходить 10 июля 2011 года после скандала в незаконном прослушивании.

## Миссии для спецслужб
Роберт Эринджер утверждает, что выполнял миссии для ЦРУ и ФБР с 1990 по 2002 год.
На самом деле вознаграждение ему выплачивал Кен Фельд (Ken Feld), владелец цирка Ringling Brothers, и Клэр Джордж (Clair George), осужденный в рамках процесса Иран-контрас. Их целью было разрушить карьеру и личную жизнь журналиста Джен (или Дженис) Потткер (Jan Pottker), который собиралась опубликовать книгу, посвященную жестокому обращению с животными и детскому труду, которые были, по предположениям, практикой в цирке Ringling Brothers.
Чтобы предотвратить публикацию этого произведения, Кен Фельд потратил почти $ 2,3 млн на шпионаж и слежку за Джен Потткер. Она в течение 8 лет находилась под влиянием Роберта Эринджера, который постепенно успел войти в её доверие в качестве партнера, друга и доверенного лица.
Когда она обнаружила правду в 1999 году, Джен Потткер подала иск на $ 120 млн против семьи Фельда, Клера Джорджа и Роберта Эринджера за вторжение в частную жизнь, злоупотребление доверием, эмоциональное насилие, мошенничество и нарушение договорных обязательств, сообщает Санкт-Петербург Таймс в статье от 18 января 2004 года.
Джен Потткер заявила, что предательство Роберта Эринджера причинило ей тяжелые психологические травмы. Согласно статье, опубликованной в Washington Post 20 ноября 2005 года, Роберт Эринджер не выказал ни малейшего сожаления в связи с ситуацией Джен Потткер, даже назвав её идиоткой на сайте своего бывшего бара «Bedlam Bar & Restaurant». Он сказал: "Одна дама пожаловалась, что была введена в заблуждение, что её дурачили в течение восьми лет, и что я лично высасывал из её мозга все его самые сокровенные тайны. Пойди разберись. (Никто до сих пор не сообщил, что эта дама страдала от психических проблем в течение многих, многих лет.) Вся правда о том, как эта дама водила вокруг пальца сама себя, однажды станет известна. Тем временем процитирую Джорджа Бернарда Шоу: «Никогда не деритесь со свиньей. Вы лишь выпачкаетесь, а весело будет только свинье».

## Bedlam Bar & Restaurant
В 2000-х годах, Роберт Эринджер и его брат Майкл были владельцами и менеджерами бара и ресторана «Bedlam Bar & Restaurant», расположенного в Лондоне. Это заведение, чьим девизом было «Не страдайте от психических заболеваний, наслаждайтесь ими» (Don’t suffer mental illness, enjoy it) имело странную особенность чествовать сумасшедших. Так, Bedlam Bar & Restaurant предлагал бесплатный десерт клиентам, которые могли подтвердить наличие у них психического заболевания или факт пребывания в психиатрической больнице, сообщает Washington Post в статье от 20 ноября 2005.
Персонал также предлагал сеансы групповой или индивидуальной терапии для сопровождения алкогольных напитков под названием «лоботомия», «5-я хромосома» — намек на психическую болезнь, именуемую «крик кошки», или «инсулиновый шок» — намек на использование в психиатрии инсулиновой терапии, или так называемого метода Закеля.
Роберт Эринджер также хвастался тем, что смог экспонировать в своем баре кусочек уха живописца Винсента Ван Гога, якобы обнаруженный после девяти месяцев поисков в Сен-Реми, Франция.
Тем не менее, он экспонировал очень спорные работы, в том числе рисунки Чарльза Бронсона, которые он запросил специально для открытия бара. Часто упоминавшийся в прессе как самый жестокий заключенный в Великобритании, Чарльз Бронсон является британским преступником, осужденным за более чем десятикратный захват заложников и в настоящее время находящимся в заключении в тюрьме строгого режима в Уэйкфилде после 24 лет, проведенных в одиночной камере.

## Монако
В 2002 году Роберт Эринджер был нанят на работу князем Монако Альбером II.
Вскоре Роберт Эринджер провозгласил себя начальником монакской службы разведки и заказал себе удостоверение секретного агента с номером 001, ссылаясь на известного секретного агента Джеймса Бонда, созданного Яном Флемингом.
Став неуправляемым, Эринджер был в 2007 г. уволен князем Альбером II, который больше не мог терпеть его выходки.
После увольнения, Роберт Эринджер поддался своей мании величия и в конечном итоге подал жалобу в калифорнийский суд, поставив целью принудить княжество Монако выплатить ему компенсацию. Разумеется, ему было отказано в иске 23 августа 2011 года.

## Уголовные осуждения за клевету и публичное оскорбление
Роберт Эринджер прославился благодаря своей неистовой борьбе против княжества Монако, в результате которой он был около тридцати раз осужден за покушение на неприкосновенность частной жизни и на репутацию князя Монако Альбера II и членов его окружения,, судами Франции.
В сентябре 2012 года, французское правосудие признало его виновным в клевете и публичном оскорблении,,,.
Несмотря на эти многочисленные приговоры, вынесенные в рамках гражданских и уголовных процессов, Эринджер продолжает ежедневно публиковать в своем блоге и в интернете ложные и оскорбительные утверждения в адрес князя Монако Альбера II
,,.

## Поддельный шпион
По мнению некоторых журналистов, Роберт Эринджер является поддельным шпионом, страдающим от мифомании и нарциссического расстройства личности. В статье, опубликованной в 2009 году в газете Tribune de Genève, Стефан Берн, журналист и телеведущий, специализирующийся на королевских особах, пишет о «необоснованных обвинениях поддельного шпиона, но настоящего мошенника Роберта Эринджера, чей блог достаточно прочитать, чтобы оценить губительные последствия его мифомании».
Американский журналист Сара Л. Найт посвятила Роберту Эринджеру главу своей книги о самых известных шпионах-мошенниках под названием «Настоящая жизнь поддельных шпионов: сопутствующие повреждения, принесенные деятельностью самых крупных сыщиков-мошенников мира» (The real lives of fake spies: collateral damage behind the world’s most fraudulent sleuths).
Роберт Эринджер входит в десятку крупнейших мошенников в сфере разведки наряду с Имадом Лахудом или Адольфом Толкачевым.

## Теория заговора
В 1980 году Роберт Эринджер публикует книгу Глобальные Манипуляторы (The Global Manipulators), расследование о Бильдербергской группе (Pentacle Books, Великобритания). Роберт Эринджер утверждает, что стал жертвой заговора франкмасонов, иллюминатов и Бильдербергской группы.

## Патология
Психиатр Мари-Жанна Дюбуа заинтересовалась случаем Роберта Эринджера после того, как французская и международная пресса упомянула вероятность того, что он обладает патологической склонностью к преследованию и мифомании. Согласно её экспертной оценке, Роберт Эринджер явно обладает всеми установленными признаками нарциссического расстройства личности.